# Nat Sanders
Nat Sanders ist ein amerikanischer Filmeditor.

## Leben
Sanders studierte an der Florida State University in der dortigen Filmabteilung (College of Motion Picture Arts) und machte 2002 seinen Abschluss. Er ist seit 2004 als Editor für Film und Fernsehen tätig und war bislang an mehr als einem Dutzend Produktionen beteiligt. Die Arbeit an Short Term 12 (2013) brachte ihm 2014 einen Satellite Award ein. Für ihre gemeinsame Arbeit an Moonlight wurden er und Joi McMillon 2017 für den Oscar in der Kategorie Bester Schnitt nominiert. Weitere Nominierungen für andere Filmpreise kamen hinzu, beide sind mehrfach ausgezeichnet worden. Ende Juni 2017 wurde Sanders Mitglied der Academy of Motion Picture Arts and Sciences.

## Filmografie (Auswahl)
- 2009: Humpday
- 2011: Your Sister’s Sister
- 2013: Short Term 12
- 2014: Grow Up!? – Erwachsen werd’ ich später (Laggies)
- 2016: Moonlight
- 2017: Schloss aus Glas (The Glass Castle)
- 2018: Beale Street (If Beale Street Could Talk)
- 2019: Just Mercy
- 2021: Shang-Chi and the Legend of the Ten Rings
- 2023: Quiz Lady
- 2023: Next Goal Wins